# Instytut Badań nad Gospodarką Rynkową
Fundacja Instytut Badań nad Gospodarką Rynkową (IBnGR) – założony w 1989 niezależny pozarządowy ośrodek analityczno-badawczy, działający na zasadzie think tanku w Gdańsku przy ul. Do Studzienki 63. Przedmiotem jego zainteresowania są sprawy gospodarcze oraz polityka państwa.

## Opis
Fundatorami IBnGR byli: Jan Szomburg, Janusz Lewandowski, Jacek Merkel i abp. Tadeusz Gocłowski. Weszli oni następnie w skład Rady Fundacji.
Prezesem zarządu fundacji jest Jan Maria Szomburg.
IBnGR prowadzi badania naukowe i analizy dotyczące gospodarki, państwa, społeczeństwa i polityki publicznej, w tym m.in.:
- badania makroekonomiczne,
- badania sektorowe/branżowe,
- badania nad klastrami,
- badania koniunktury gospodarczej.

W 2004 Instytut był zrzeszony w neoliberalnej europejskiej sieci think tanków Stockholm Network.